# Mäntysalo
Mäntysalo est une zone résidentielle de plus de 1 000 habitants dans la partie nord de Klaukkala dans la région d'Uusimaa, en Finlande.
Mäntysalo a une école, deux jardins d'enfants et l'épicerie Alepa, qui fait administrativement partie de Haikala, une zone voisine de Mäntysalo.